# KING OF STAGE VOL.7 〜メイドインジャパン at 日本武道館〜
『KING OF STAGE VOL.7 〜メイドインジャパン at 日本武道館〜』（キングオブステージ ボリュームセブン メイドインジャパン アット にっぽんぶどうかん）は、RHYMESTERのライヴビデオ。2007年12月にKi/oon Recordsよりリリース。

## 概要
活動休止発表前の2007年3月31日に日本武道館で行われた「KING OF STAGE Vol.7」の模様を収録。

## 収録曲

### DISC1
1. JIN-TRO:THE GATE OF THE BUDOKAN
2. キング オブ ステージ
3. オイ！
4. 逃走のファンク
5. 耳ヲ貸スベキ
6. WALK ON-Hey, DJ JIN Pt. 2-
7. ライムスターイズインザハウス
8. BIG MOUTH 1 & 2
9. 紳士同盟 feat. Romancrew
  - Romancrewが参加。
10. ビッグ・ウエンズデー feat. MAKI THE MAGIC
  - MAKI THE MAGICが参加。
11. ブレックファスト・クラブ feat. MAKI THE MAGIC
  - MAKI THE MAGICが参加。
12. 隣の芝生にホール・イン・ワン feat. BOY-KEN
  - BOY-KENが参加。
13. HEAT ISLAND feat.FIRE BALL
  - FIRE BALLが参加。
14. 勝算（オッズ） feat. ゴスペラーズ
  - ゴスペラーズが参加。
15. ロイヤル・ストレート・フラッシュ
16. ウワサの真相 featuring F.O.H
  - F.O.Hが参加。
17. THE BLACKBELT feat. PUSHIM
  - PUSHIMが参加。
18. スタンバイ・チューン
19. 現金に体を張れ
20. 続・現金に体を張れ
21. 911エブリデイ
22. グレイゾーン
23. WELCOME2MYROOM

### DISC2
1. 肉体関係 part2 逆feat. 横山剣 & 菅原愛子 (Crazy Ken Band)
  - CRAZY KEN BANDの横山剣、菅原愛子が参加。
2. 音楽は素晴らしい feat. Scoobie Do
  - Scoobie Doが参加。
3. けしからん feat. Scoobie Do
  - Scoobie Doが参加。
4. This Y'all That Y'all session with SUPER BUTTER DOG
5. リスペクト feat. ラッパ我リヤ
  - ラッパ我リヤが参加。
6. Bの定義 feat. CRAZY-A & TOKYO BBOYS
  - CRAZY-AとTOKYO B-BOYSが参加。
7. BーBOYイズム feat. CRAZY-A & TOKYO BBOYS
  - CRAZY-AとTOKYO B-BOYSが参加。
8. WE LOVE HIPHOP
9. ザ・グレート・アマチュアリズム feat. 竹内朋康
  - 竹内朋康が参加。
10. 口から出まかせ feat. キングギドラ , SOUL SCREAM
11. WACK WACK RHYTHM ISLAND feat. WACK WACK RHYTHM BAND
  - WACK WACK RHYTHM BANDが参加。
12. ウィークエンド・シャッフル feat. MCU, RYO-Z, KREVA, CUEZERO, CHANNEL, KOHEI JAPAN, SU, LITTLE, ILMARI, SONOMI, PES, K.I.N, 童子-T
  - FUNKY GRAMMAR UNITのMCU、RYO-Z、KREVA、CUEZERO、CHANNEL、KOHEI JAPAN、SU、LITTLE、ILMARI、SONOMI、PES、K.I.Nと童子-Tが参加。GAKU-MCが出演できなかったため、DJ JINが代役としてラップを披露した。
13. And You Don't Stop(Re-Work)
14. キング オブ ステージ
15. 働くおじさん